# 薩連特峰
46°35′06″N 10°06′06″E / 46.58500°N 10.10167°E

薩連特峰（義大利語：Piz Saliente），是意大利的山峰，位於該國北部，由倫巴第大區負責管轄，屬於利維尼奧阿爾卑斯山脈的一部分，海拔高度3,048米，每年平均降雨量1,367毫米。